# Pré-Big Bang
 (juillet 2020).
Si vous disposez d'ouvrages ou d'articles de référence ou si vous connaissez des sites web de qualité traitant du thème abordé ici, merci de compléter l'article en donnant les références utiles à sa vérifiabilité et en les liant à la section « Notes et références ».
Le pré-Big Bang est le nom donné à un modèle cosmologique décrivant des phases très anciennes de l'univers primordial.
Son nom provient de ce que l'univers ne serait pas issu d'une singularité gravitationnelle initiale, et que son histoire aurait débuté avant la phase dense et chaude qu'il a connue il y a environ 13,7 milliards d'années et que l'on dénomme le Big Bang. Le scénario du pré Big Bang a été proposé au début des années 1990 par les physiciens italiens Gabriele Veneziano et Maurizio Gasperini[réf. nécessaire].
Ce scénario est grandement fondé sur la théorie des cordes, et fait notamment appel à l'idée que l'univers est issu d'une phase vide en contraction, qui aurait ensuite connu un rebond, avant d'entrer dans la phase d'expansion observée aujourd'hui. Ces idées sont en opposition marquée avec celles de l'inflation cosmique, qui est à ce jour le scénario de loin le plus populaire pour décrire les premières phases de l'histoire de l'univers tel que nous le connaissons.[réf. nécessaire]
Le scénario du pré-Big Bang affirme être en mesure de reproduire le spectre de Harrison-Zeldovitch, c'est-à-dire la structure spatiale des fluctuations de densité observée dans l'univers, notamment dans les anisotropies du fond diffus cosmologique, ce qui en fait en principe un modèle testable par l'observation.[réf. nécessaire] Il évite d'avoir recours à la notion de singularité.
Sa popularité au sein de la communauté scientifique reste cependant pour l'heure bien inférieure à celle de l'inflation cosmique qui résout également ces problématiques. L'observation du rayonnement de fond cosmologique par le satellite Planck permettra peut-être de trancher entre les deux modèles.[réf. nécessaire]

## Théorie du rebond
Outre le scenario pré-Big Bang, d'autres modèles d'univers avec rebond ont été formulés, notamment dans le cadre de la théorie des cordes, comme le scenario ekpyrotique ou la cosmologie basée sur un gaz de cordes (en).
Les cosmologistes Patrick Peter et Nelson Pinto-Neto, respectivement de l'Institut d'astrophysique de Paris et du Centre Brasiliero de Pesquias Fisicas de Rio de Janeiro, sont à l'origine de la théorie du rebond, [Information douteuse] une alternative à l'inflation cosmique et au Big Bang pour expliquer les tout débuts de notre Univers. Ils travaillent sur cette théorie depuis 2001.[réf. nécessaire]

### Grandes lignes
Le modèle du Rebond postule que notre univers aurait, dans un lointain passé, été beaucoup plus vaste qu'aujourd'hui. Cette forme antérieure de l'Univers se serait contractée, sur un temps très long, jusqu'à atteindre une taille extrêmement réduite, mais non nulle, de l'ordre du volume de Planck (17,693 × 10−105 m3). Il aurait alors « rebondi » et aurait commencé son expansion jusqu'à atteindre sa taille actuelle.
L'idée de rebond trouve sa source dans le fait que cette théorie peut prédire un univers en contraction aussi bien qu'en expansion. L'univers actuel étant en expansion, on peut supposer qu'il a pu être en contraction par le passé.

### Atouts du modèle
Le principal problème de la théorie du Big Bang est qu'elle postule que l'univers a commencé sa « vie » sous la forme d'un « point » de taille nulle et de densité et température infinies, qui a ensuite démesurément grandi sous l'effet du phénomène d'inflation cosmique. Or un tel état primordial constitue une singularité, état dans lequel les lois de la physique ne s'appliquent plus. La théorie du rebond permet de décrire l'origine de l'expansion actuelle de l'Univers sans recourir à une singularité.
De plus, la théorie du rebond propose une solution convaincante au problème de la platitude de notre univers. Notre Univers est en effet extrêmement plat (c'est-à-dire que, par exemple, la somme des angles d'un triangle y vaut 180°), alors même qu'il aurait dû se "courber" au cours de son expansion. Il devait donc être au départ d'une platitude extrême, ce qui est difficile à expliquer. Dans le modèle du rebond, l'univers, s'étant d'abord contracté pendant un temps très long avant de commencer son expansion, a eu tout le temps de parvenir à un état très plat. Il faut toutefois noter que la théorie de l'inflation cosmique propose également une explication convaincante à ce phénomène.
Le modèle du rebond résout également le problème de l'uniformité du rayonnement de Fond diffus cosmologique, qui est identique dans toutes les directions alors que la température ne devrait pas avoir eu le temps de s'uniformiser dans toutes les régions de l'univers. Certaines régions sont en effet trop éloignées pour que l'information ait pu circuler entre elles sans dépasser la vitesse de la lumière, ce qui est bien sûr impossible. Dans le modèle du rebond, la phase de contraction de l'univers a pu être assez longue pour que la température ait le temps de s'uniformiser dans l'univers entier. Toutefois, encore une fois, le modèle de l'inflation cosmique propose également une solution convaincante à ce problème.
Enfin, le modèle du rebond, comme le modèle de l'inflation cosmique, propose une explication convaincante au problème de l'homogénéité de l'univers à grande échelle (la matière est distribuée de manière très homogène dans l'univers observable, alors que les effets de la gravité amplifient rapidement les inhomogénéités). Dans le modèle avec rebond, l'univers en contraction a pu être suffisamment vaste pour que les effets de la gravité demeurent faibles et l'univers homogène.

### Failles du modèle
Le principal problème posé par la théorie du Rebond à l'heure actuelle est que les lois physiques qui le décrivent sont complexes et mal connues. La description de l'univers au moment du "rebond" (qui est à la fois très petit et avec une forte gravité) nécessite en effet de mêler relativité générale et mécanique quantique. Or les scientifiques ignorent pour l'instant si la mécanique quantique autorise un rebond.
De plus, le modèle du rebond n'a pour l'instant été modélisé que pour un univers théorique ne contenant que de la matière et aucun rayonnement, or ce dernier était semble-t-il le composant principal de l'univers à ses débuts. Patrick Peter a toutefois affirmé en octobre 2009 être en train d'intégrer le rayonnement à la théorie.
Enfin, on constate que de nombreux problèmes résolus par le modèle du Rebond le sont également dans le modèle de l'inflation cosmique. Il est donc difficile de pencher en faveur de l'une des théories, bien que certains résultats expérimentaux pourraient permettre de trancher dans un proche avenir, notamment l'analyse du fond diffus cosmologique par le satellite Planck, lancé en avril 2009 ou l'analyse des ondes gravitationnelles.